# Santa Anna (l'Estartit)

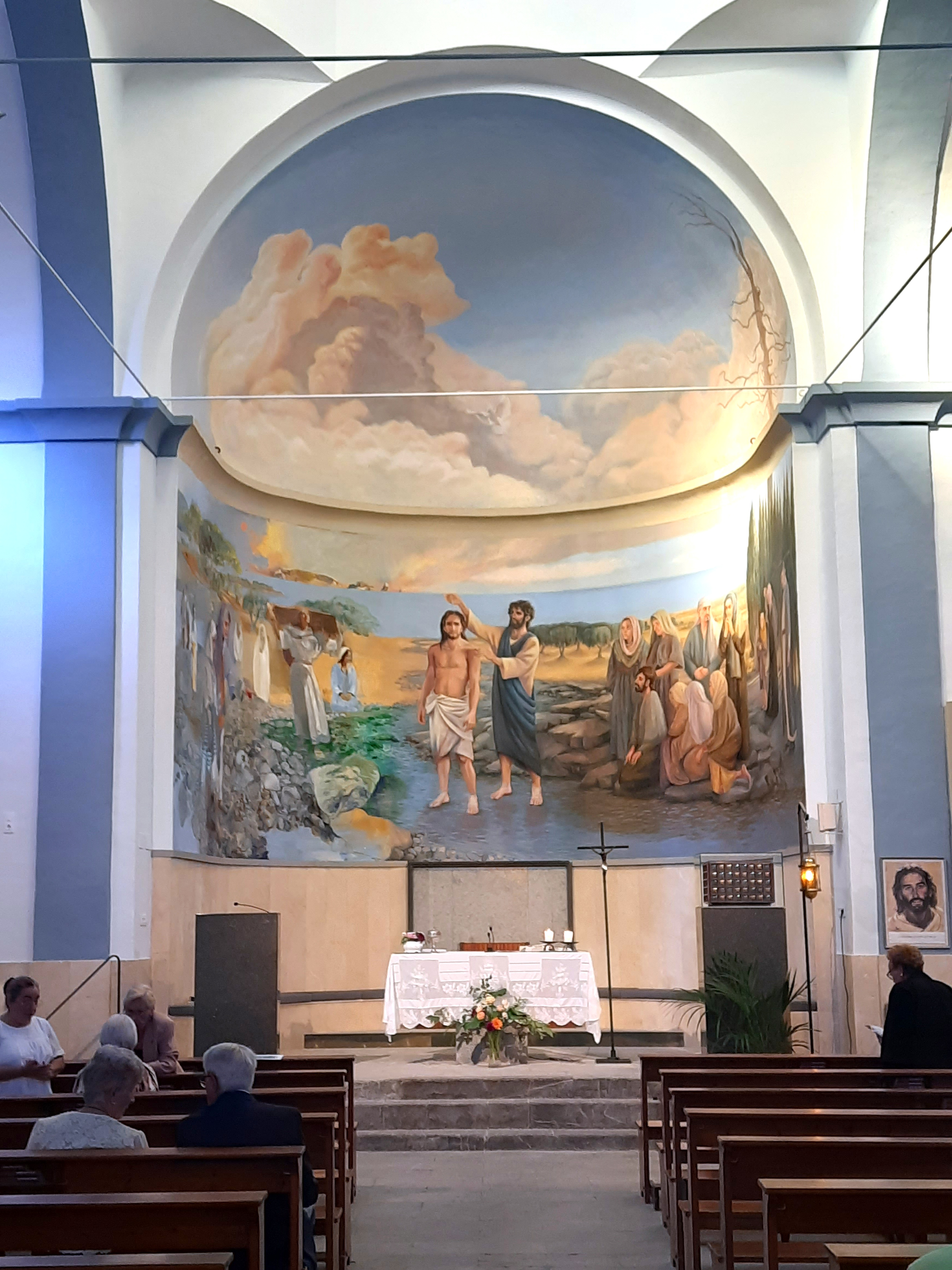

Santa Anna és una església parroquial al poble de l'Estartit, integrat a construccions annexes. L'església parroquial de Santa Anna, que ja existia anteriorment, va ser reconstruïda i eixamplada l'any 1920, segons consta a una placa de la façana, on s'indica que fou costejada pels familiars de Pere Coll i Rigau (introductor del conreu de l'arròs a l'Empordà el segle XIX) per tal d'honorar la seva memòria. És un temple amb planta de creu llatina, d'una sola nau amb absis semicircular, amb cúpula semiesfèrica sobre el creuer, que es reflecteix exteriorment en cimbori vuitavat, amb vuit obertures d'arc de mig punt atrompetades. La façana presenta un cos central avançat amb la porta d'accés d'arc de mig punt, una finestra de la mateixa tipologia i un campanar superior de base quadrada i coronament amb merlets; a ambdós costats d'aquest cos hi ha paraments amb finestres. Hi ha un ús decoratiu dels elements del vocabulari romànic (aquests llombards, atrompetant de les obertures, arcs de mig punt, ...).